# Вельйо
Вельйо (італ. Veglio, п'єм. Vej) — муніципалітет в Італії, у регіоні П'ємонт,  провінція Б'єлла.
Вельйо розташоване на відстані близько 550 км на північний захід від Рима, 75 км на північний схід від Турина, 9 км на північний схід від Б'єлли.
Населення — 513 осіб (2014).

## Демографія
Населення за роками:

Станом на 1 січня 2023 року в муніципалітеті офіційно проживали 63 іноземці з 12 країн, серед них 15 громадян країн Євросоюзу та 1 громадянин України.

## Сусідні муніципалітети
- Біольйо
- Камандона
- Моссо
- Петтіненго
- П'ятто
- Кампілья-Черво
- Сальяно-Мікка
- Тавільяно
- Валле-Моссо